# Феліццано
Феліццано (італ. Felizzano, п'єм. Flissan) — муніципалітет в Італії, у регіоні П'ємонт,  провінція Алессандрія.
Феліццано розташоване на відстані близько 470 км на північний захід від Рима, 65 км на схід від Турина, 15 км на захід від Алессандрії.
Населення — 2373 особи (2014).
Щорічний фестиваль відбувається 26 грудня. Покровитель — святий Степан.

## Демографія
Населення за роками:

Станом на 1 січня 2023 року в муніципалітеті офіційно проживало 169 іноземців з 23 країн, серед них 34 громадяни країн Євросоюзу та 2 громадяни України.

## Сусідні муніципалітети
- Альтавілла-Монферрато
- Фубіне
- Мазіо
- Куаттордіо
- Солеро